# NGC 3536
NGC 3536 este o liner situată în constelația Ursa Mare. A fost descoperită în 24 decembrie 1827 de către John Herschel.